# Michael Adeane, Baron Adeane
Michael Edward Adeane, Baron Adeane GCB GCVO PC (* 30. September 1910 in London, England; † 30. April 1984 in Aberdeen, Schottland) war ein britischer Offizier und Höfling, der unter anderem zwischen 1954 und 1972 Privatsekretär von Königin Elisabeth II. war und 1972 als Life Peer Mitglied des House of Lords wurde.

## Leben

### Familiäre Herkunft und Offizier der Coldstream Guards
Adeane war der einzige Sohn des Henry Robert Augustus Adeane (1882–1914), der als Captain der Coldstream Guards am Ersten Weltkrieg teilnahm und bereits am 2. November 1914 fiel. Sein Großvater väterlicherseits war Vice-Admiral Edward Stanley Adeane, während seine Mutter Hon. Victoria Eugenie Bigge eine Tochter von Arthur Bigge, 1. Baron Stamfordham, war, der Lieutenant-Colonel der Royal Artillery und Privatsekretär von Königin Victoria sowie der Könige Eduard VII. und Georg V. war.
Während seiner schulischen Ausbildung am Eton College gehörte er zwischen 1923 und 1927 zu den Ehrenpagen (Page of Honour) von König Georg V. und absolvierte danach ein Studium am Magdalene College der Universität Cambridge, das er 1931 mit einem Bachelor of Arts (B.A.) und 1934 mit einem Master of Arts (M.A.) abschloss. Danach trat er wie bereits sein Vater als Offizier der Coldstream Guards in die British Army ein und fungierte zwischen 1934 und 1936 als Aide-de-camp für die damaligen Generalgouverneure Kanadas Vere Ponsonby, 9. Earl of Bessborough und danach John Buchan, 1. Baron Tweedsmuir.
Nach seiner Rückkehr übernahm Adeane 1937 die Funktion als Assistierender Privatsekretär von König Georg VI. und bekleidete diese Funktion bis zum Tod des Königs am 6. Februar 1952. Zwischenzeitlich nahm er als Offizier der Coldstream Guards zwischen 1939 und 1945 am Zweiten Weltkrieg teil und wurde dort 1941 zum Major befördert sowie aufgrund seiner Tapferkeit bei Einsätzen, bei denen er sich auch Verwundungen zuzog, im Kriegsbericht erwähnt (Mentioned in Despatches). Von 1942 bis 1943 nahm er im temporären Rang eines Lieutenant-Colonel an ein einer Stabs-Mission in Washington, D.C., teil. Von 1943 bis 1945 fungierte er als Kompaniechef und stellvertretender Kommandeur des 5. Bataillons der Coldstream Guards. Für seine militärische Leistungen und Verdienste im königlichen Haushalt wurde er 1946 als Member des Royal Victorian Order (MVO) und 1947 als Companion des Order of the Bath (CB) ausgezeichnet sowie 1951 als Knight Commander des Royal Victorian Order (KCVO) geadelt, sodass er fortan das Prädikat „Sir“ trug.

### Privatsekretär von Königin Elisabeth II. und Mitglied des House of Lords
Nach dem Tod von König Georg VI. wurde er 1952 zunächst Assistierender Privatsekretär von Königin Elisabeth II. und nahm als einer ihrer Stallmeister (Equerry to the Queen) im Gefolge der Königin an der Krönungsprozession 1953 teil. Im Anschluss wurde Adeane, der 1953 Privy Councillor wurde und zuletzt den Rang eines Lieutenant-Colonel der Coldstream Guards einnahm, als Nachfolger von Alan Lascelles 1954 Privatsekretär von Königin Elisabeth II. und bekleidete diese Funktion 18 Jahre lang bis 1972. Zeitgleich fungierte er zwischen 1954 und 1972 auch als Verwalter des Archivs der Monarchin (Keeper of the Queen’s Archives). Für seine Verdienste in diesen Positionen wurde er 1955 zum Knight Commander des Order of the Bath (KCB), 1962 zum Knight Grand Cross des Royal Victorian Order (GCVO) und 1968 zum Knight Grand Cross des Order of the Bath (GCB) erhoben.
Nach Beendigung seiner Tätigkeit als Privatsekretär und Verwalter des Archivs der Königin wurde Adeane durch Letters Patent vom 20. April 1972 als Baron Adeane, of Stamfordham in the County of Northumberland, zum Life Peer erhoben. Er wurde dadurch auf Lebenszeit Mitglied des House of Lords. Ebenfalls 1972 zeichnete die Königin ihn mit der Royal Victorian Chain aus. Nachfolger als Privatsekretär der Königin wurde der bisherige Assistierende Privatsekretär Sir Martin Charteris.
Am 10. Januar 1939 heiratete er Helen Chetwynd-Stapylton (1916–1994). Gemeinsam hatten sie einen Sohn, Hon. George Edward Adeane (1939–2015), der unter anderem zwischen 1979 und 1985 als Privatsekretär von Charles, Prince of Wales, tätig war, ehe er in die Privatwirtschaft wechselte, und eine Tochter, Rosemary Jane Adeane (1942–1953), die jung starb.